# Kroppsöppning
En kroppsöppning eller apertur är en öppning i kroppen hos ett djur. Den kan vara yttre eller inre, i regel kopplad till något kroppsligt organ. Funktionen hos en kroppsöppning är ofta specifik till en sorts biologisk process, inklusive tillförsel av näring, utsöndring av avfallsprodukter eller parning. Kroppsöppningar leder i regel till inre kanaler, kroppshålor eller organ, och många kroppsöppningar kan stängas eller öppnas med hjälp av olika muskler.

## Yttre och inre öppningar

### Yttre öppningar
I ett däggdjurs kropp, inklusive hos människan, utgörs de yttre kroppsöppningarna av:
- Näsborrarna, vilka används till andning och det relaterade luktsinnet
- Munnen, använd bland annat till att äta, dricka, andas och tala
- Örongången, för hörseln
- Tårkanalen, för att transportera tårar från tårsäcken till näshålan
- Anus, för att avge avföring
- Urinrörsöppningen, för urinering hos hanar och honor och ejakulation hos hanar
- Hos honor slidan (vaginan), för menstruation, samlag/parningsakt och födsel/förlossning
- Bröstvårtornas öppningar

Andra djur kan andra kroppsöppningar:
- Kloaköppningen, hos fåglar, kräldjur, groddjur och några få däggdjur (inklusive kloakdjur)[2]
- Sifonen, hos blöt- och leddjur

### Inre öppningar
Inre kroppsöppningar inkluderar öppningarna ut från hjärtat, mellan hjärtklaffarna.

## Funktion

### Väg och kontroll
En kroppsöppning kan leda till och från en kroppshåla. Exempelvis är människans slida kopplad till livmodern, medan munnen och näsborrarna leder till både mag-tarm-systemet och de inre andningsvägarna.
En del kroppsöppningar stängs och öppnas via en eller flera slutmuskler (sfinkter). Så är fallet både med munnen och anus. En del vattenlevande djur, som valar och sälar, kan hålla näsborrarna (hos valar benämnda blåshål) stängda när de befinner sig under vattnet.
När en individ dör, avbryts denna kroppskontroll, och hos ett dött djur kan därför olika sorters vätska rinna ur kroppsöppningar. Ett framfall (prolaps) innebär att ett inre organ faller ner och buktar ut ur en kroppsöppning, vilket bland annat kan ske genom livmoderframfall eller anal/rektal prolaps.

### Undersökning
I medicinskt eller anatomiskt syfte används en dilatator för att utvidga en kroppsöppning eller ett hålformigt organ. Ett exempel på ett sådant instrument är spekulum.
Andra sätt att undersöka kroppens inre via en kroppsöppning är via ett fiberskop eller någon annan endoskopisk apparat. En kateter kan placeras i en normal kroppsöppning; ibland behöver man anlägga en extra kroppsöppning via kirurgi.